# Маковец (объединение)
«Ма́ковец» — объединение московских художников (1921—1926), символически именовавшееся так в честь холма Ма́ковец, на котором Сергием Радонежским «положено основание Свято-Троицкой лавры» — по выражению П. А. Флоренского, «средоточной возвышенности русской культуры».
Объединение возникло в период между вёснами 1921 и 1922 годов. Движение подразумевало созидательное, примиряющее духовное начало на основе преемственности культурной традиции, что выражено уже в самом имени его. В этот сравнительно короткий период на выставках объединения экспонировались произведения нескольких десятков художников, в журнале «Ма́ковец» печатались стихи и философские статьи.

## История объединения

### Хроника
- 1921, весна — «Организуется инициативная группа художников и литераторов: В. Н. Чекрыгин, Н. М. Чернышёв, позже — Л. Ф. Жегин (Шехтель), С. В. Герасимов, (неразб.), Амфиан Решетов (Н. Н. Барютин) (1889—1960), позже — Н. М. Рудин, Е. Шеллинг». Наиболее ранняя дата, после которой можно говорить о возникновении идеи нового общества, по-видимому 29 марта 1921, когда Н. М. Чернышёв отметил в своих записках: «Подписали о выходе из „Московского салона“ — я, Герасимов, Григорьев, Якимченко…»; — 28 июня 1921: «Состоялось организационное собрание художников в присутствии Чекрыгина, Амф. Решетова, меня, Герасимова, Жегина, Кадлубинского, Рудина и Пестеля. Обсуждался по пунктам „последний манифест“, написанный Чекрыгиным».[2].
- 1921, декабрь — выход группы из машковского «Мира искусства» (совпал с избранием в председатели «Мира искусства» Лентулова). Вышли: Н. М. Чернышёв, С. В. Герасимов, Л. Ф. Жегин, В. Н. Чекрыгин, В. Е. Пестель, Н. М. Григорьев, С. М. Романович, М. С. Родионов, Е. О. Машкевич (последние два были там как экспоненты).
- 1921, 25 декабря — «Состоялось собрание в редакции у А. Н. Чернышёва (брата Н. М. Чернышёва), где прошло название журнала „Маковец“…[3] Одновременно с журналом у нас организуется выставка».[2]

Группа художников общества «Маковец», Москва 13 мая 1922 года.
1 ряд: Машкевич Е. О., Завьялов И. Ф., Пестель В. Е., Романович Т. Г., Ястржембский А. С.
2 ряд: Чекрыгин В. Н., Жегин Л. Ф., Максимов Н. Х., Кодлубинский К. К., Григорьев Н. М., Зефиров К. К., Герасимов С. В., Шевченко А. В., Чернышев Н. М., Родионов М. С., Романович С. М., Барютин Н. Н. (Амфиан Решетов), неизвестный.
Фотография Роберта Иохансона.

В своих воспоминаниях о движении Н. М. Чернышёв отмечает, что само название воспринималось публикой по-разному, определённо, истинное, символическое значение его уже мало кто мог себе в то время представить — это был, хоть и не агрессивный, но вызов: «„Маковец“, маковка (макушка, вершина). Искали русское название. Из публики некоторые догадывались, что от маковки, некоторые — от мака».
После «Ослиных хвостов», «Пощёчин общественному вкусу» — впервые заговорили о моральной значимости искусства; отсутствие общепризнанного художественного идеала, стремление к синтезу, целостному художественному образу.
Первоначальные планы, если и не были претенциозны, то, определённо, предполагали создание достаточно устойчивого культурного объёдинения, способного духовно ориентировать большую группу художников, нуждающихся именно в таком векторе развития творчества: «Само собой разумеется — группа „Маковец“ не являлась очередным измом. Это поиски того широкого, объективного пути, который всегда так искали художники, сознавая необходимость единого руководящего идеала».
- 1922, январь — вышел первый номер «Маковца», в издательстве под общей редакцией А. Н. Чернышёва. В работе журнала участвовали: Л. Жегин, С. Герасимов, М. Родионов, Л. Бруни, К. Истомин, Н. Крымов, А. Фонвизин, А. Шевченко, В. Пестель, Н. Синезубов, В. Чекрыгин.[4]
- 1922, 11 января — «3-е собрание выставочной группы, принявшей тоже название журнала…»[2]
- 1922, 30 апреля — выставка Союза художников и поэтов «Искусство — жизнь» («название принято не единолично по предложению А. В. Шевченко»)[2][5]
- 1922, 14 июня — «Собрание союза художников и поэтов, посвящённое памяти В. Н. Чекрыгина († 3 июня 1922)»[2]
- 1922, июль — вышел второй номер журнала «Маковец» — посмертный Чекрыгинский; «1-я выставка вызвала надлом… Полоса засилья натурализма. Начинается его преодоление».[2]
- 1923, 16 декабря

Искусство, охраняя народную мудрость, растущую из седых веков и дающую художнику простор для проявления личности в могучем дышащем творчестве, должно вести народ к высокой культуре познания и чувства и участию в творчестве... Искусство должно проникать в жизнь...
Мы полагаем, что возрождение искусства возможно лишь при строгой преемственности с величайшими мастерами прошлого и при безусловном воскрешении в нём начал живого и вечного...

Мы ценим то высокое чувство, которое порождает искусство монументальное... Отсюда нашей задачей является обратить чувства в представление, найдя пределы взаимоотношения стороны материальной (формы) с духом (чувствованиями и переживаниями художника)— «Наш пролог». — «Маковец», 1922, № 1. С. 3, 4 
Многие члены «Маковца» стремясь к символичности и драматически-философской насыщенности образов, обращались к традициям европейского романтизма, русской средневековой живописи и лубка. Ряду художников «М.» были свойственны поиски героико-монументального стиля. Противоречивость установок привела в 1926 к распаду объединения. «М.» организовал три выставки (1922, 1924, 1925), выпустил журнал «Маковец» (1922, № 1—2).

Обложка журнала «Маковец»
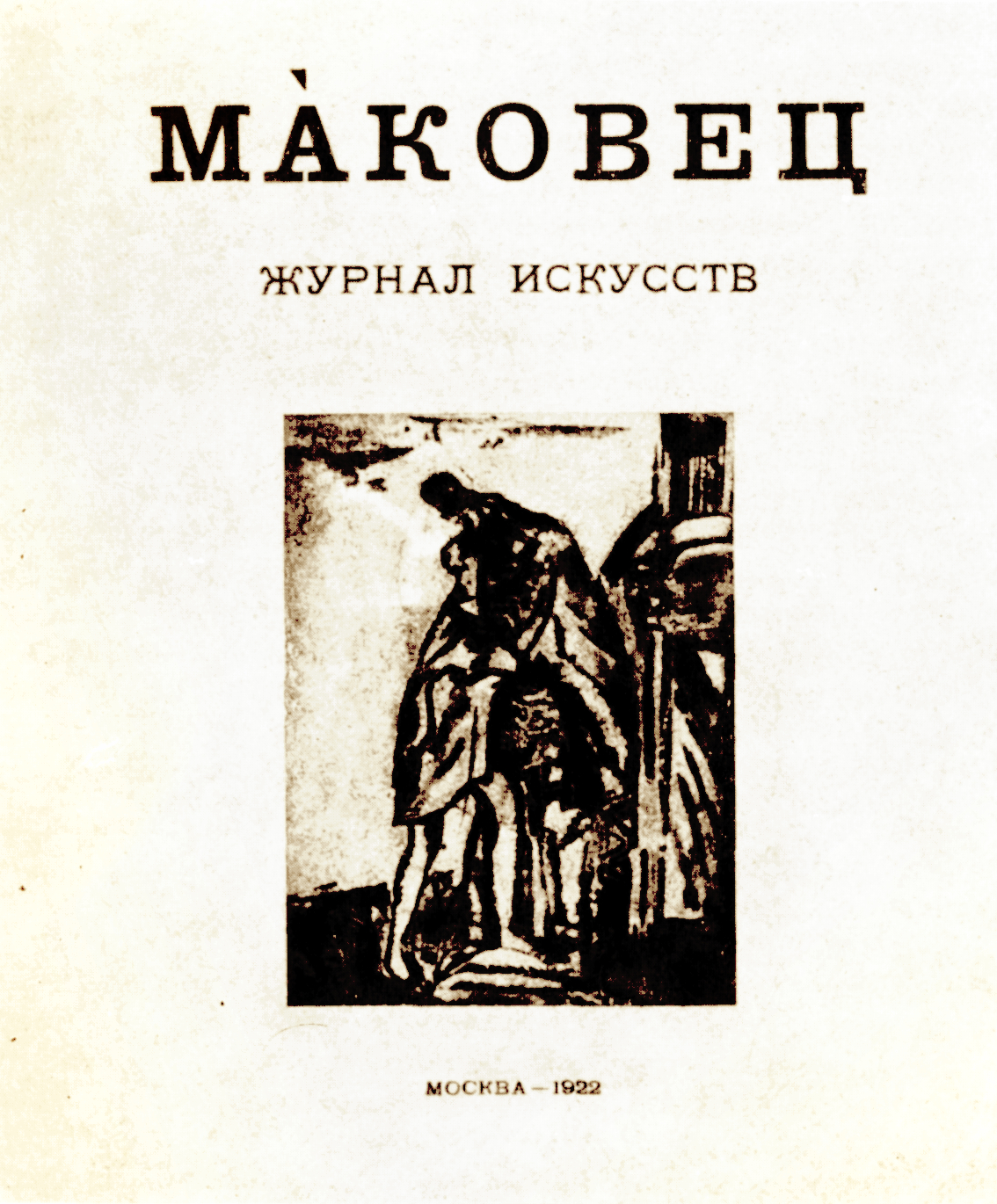
№ 1. Май 1922. Рисунок С. М. Романовича.
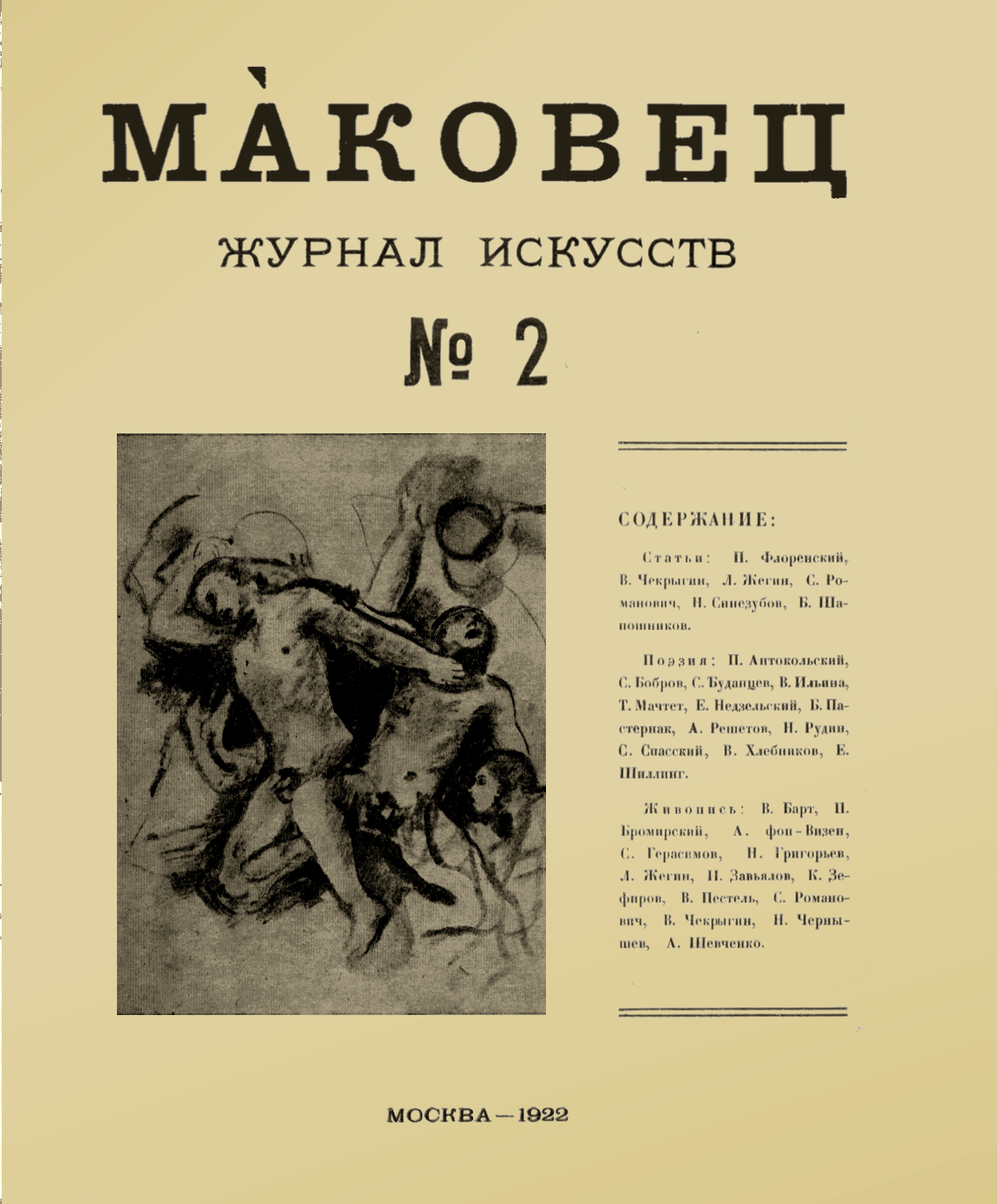
№ 2. 1922. Рисунок В. Н. Чекрыгина.

## Участники объединения
Художники:
- В. С. Барт
- Е. М. Белякова
- А. В. фон-Визен
- С. В. Герасимов
- Н. М. Григорьев
- М. А. Добров
- Л. Ф. Жегин
- И. Ф. Завьялов
- К. К. Зефиров
- К. К. Кадлубисний
- Е. О. Машкевич
- И. Г. Николаевцев
- В. А. Оболенский
- 3. И. Осколкова
- В. Е. Пестель
- М. С. Родионов
- С. М. Романович
- В. Ф. Рындин
- Н. В. Синезубов
- И. С. Соболев
- Н. А. Тырса
- В. А. Фаворский
- Р. А. Флоренская
- 3. С. Хаскин
- В. Н. Чекрыгин
- Н. М. Чернышёв
- А. В. Шевченко
- А. С. Ястржембский

Философы и литераторы:
- П. Антокольский
- Николай Асеев
- Николай Беляев
- С. Бобров
- Константин Большаков
- Сергей Буданцев
- Н. Еленев
- Вера Ильина
- Борис Лапин
- Теодор Левит
- Николай Ливкин
- Тарас Мачтет
- Евгений Недзельский
- Борис Пастернак
- Амфиан Решетов
- Неол Рудин
- Сергей Спасский
- А. Тришатов
- П. Флоренский
- В. Хлебников
- Алексей Чернышев
- Е. Шиллинг
- Владимир Шишов